# Aaron Boupendza
Aaron Boupendza (Moanda, 7 de agosto de 1996-Hangzhou, 16 de abril de 2025) fue un futbolista de Gabón que jugaba en la posición de delantero. Su último club fue el Zhejiang Professional F.C. de la Superliga de China.

## Carrera

### Club
| Periodo   | Club                       |
| --------- | -------------------------- |
| 2015-2016 | CF Mounana                 |
| 2016-2017 | Bordeaux B                 |
| 2017-2020 | Bordeaux                   |
| 2017-2018 | → Pau FC (cedido)          |
| 2017-2018 | → Pau FC B (cedido)        |
| 2018      | → Gazélec Ajaccio (cedido) |
| 2018-2019 | → Tours FC (cedido)        |
| 2019      | → Tours FC B (cedido)      |
| 2019-2020 | → CD Feirense (cedido)     |
| 2020-2021 | Hatayspor                  |
| 2021-2022 | Al-Arabi Doha              |
| 2022-2023 | Al-Shabab FC               |
| 2023-2024 | FC Cincinnati              |
| 2024-2025 | FC Rapid București         |
| 2025      | Zhejiang Professional F.C. |

### Selección nacional
Debutó con Gabón el 10 de enero de 2016 en el empate 1-1 ante Uganda en un partido amistoso, y su primer gol internacional lo anotó el 20 de enero de 2016 en la derrota por 1-2 ante Ruanda en el Campeonato Africano de Naciones de 2016.
Boupendza fue convocado para la Copa Africana de Naciones 2021 en Camerún, donde anotó el único gol de Gabón en el torneo en la victoria por 1-0 ante Comoras. En la segunda ronda falló un penal ante Burkina Faso.

## Muerte
Falleció el 16 de abril de 2025 cayendo desde el undécimo piso del edificio residencial donde vivía en Hangzhou, China.

## Logros

### Club
- Gabon Championnat National D1: 2015-16[7]
- Qatar FA Cup: 2022[8]
- Supporters' Shield: 2023

### Individual
- Goleador de la Superliga de Turquía: 2020-21 (22 goles)[9]
- Equipo Ideal de la Süper Lig: 2020-21